# Чаунер, Филипп
Филипп Чаунер (нем. Philipp Tschauner; 3 ноября 1985, Швабах, ФРГ) — немецкий футболист, вратарь.

## Клубная карьера
Начал заниматься футболом в детской команде клуба «Вендельштайн». В 1995 году перебрался в академию «Нюрнберга», где прошёл все ступени юношеских команд. В сезоне 2004/05 впервые был вызван в основную команду в качестве третьего вратаря. 22 октября 2005 года дебютировал в Бундеслиге, выйдя на замену в матче против «Арминии».
Летом 2006 года перешёл в «Мюнхен 1860». Перед началом сезона 2007/08 тренер «львов» Марко Курц назначил Чаунера основным вратарем команды, однако тот уже в четвёртом туре повредил крестообразные связки на левом колене. После травмы ему пришлось долгое время довольствоваться ролью запасного, периодически выходя на замену.
Следующим клубом Чаунера стал вылетевший во вторую Бундеслигу «Санкт-Паули». Здесь он провел в воротах все игры первого круга, но в последней получил серьёзную травму плеча и выбыл на длительное время. 1 апреля 2013 года после подачи углового на последних минутах забил гол в ворота «Падерборна».
Перед началом сезона 2015/16 Чаунер перешёл в «Ганновер». После ухода из команды Цилера, стал её основным вратарем.
С 1 января 2019 года и до конца сезона 2018/19 арендован «Ингольштадтом».